# Bachorowice
Bachorowice (prononciation : [baxɔrɔˈvit͡sɛ]) est une localité polonaise de la gmina de Brzeźnica, située dans le powiat de Wadowice en voïvodie de Petite-Pologne.